# Филадельфия (Парагвай)
Филадельфия (исп. Filadelfia) — город в западной части Парагвая, административный центр департамента Бокерон.

## История
Город был основан в 1930 году немецкими меннонитами, бежавшими из СССР. Филадельфия находилась вблизи фронта Чакской войны, однако практически не пострадала от военных действий.

## География
Расположен в регионе Гран-Чако, примерно в 450 км от Асунсьона.
Климат полутропический, с жарким летом с температурой выше 40°C и влажными ночами. В это время года выпадает наибольшее количество осадков. Зима прохладная с небольшим количеством теплых дней, осадков в это время выпадает меньше. Осень и весна преимущественно теплые. Средняя температура составляет 25 °C. Климат Филадельфии также можно отнести к тропическому саванновому климату (Aw), согласно классификации климатов Кёппена.

## Население
По данным Национального института статистики Парагвая (DGEEC), население города на 2021 год составляет 19 927 человек.

## Экономика
Экономика Филадельфии основана на переработке с/х продукции, главным образом мясная и молочная отрасли.

## Галерея

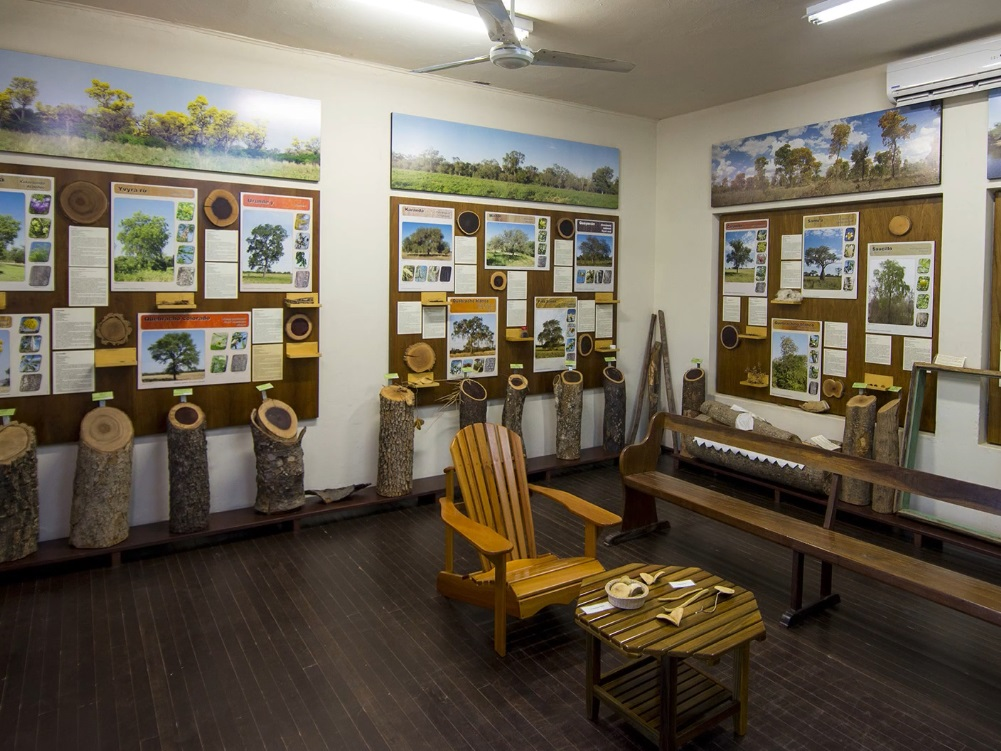
Городской музей
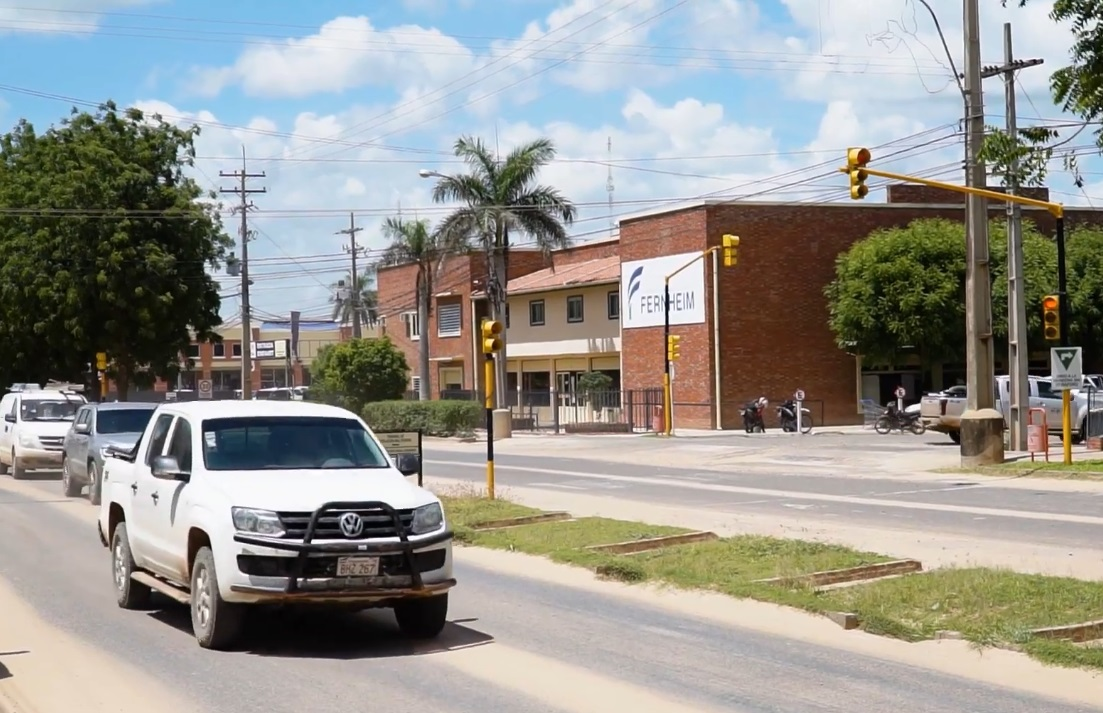
Trebol Avenue, главная улица города
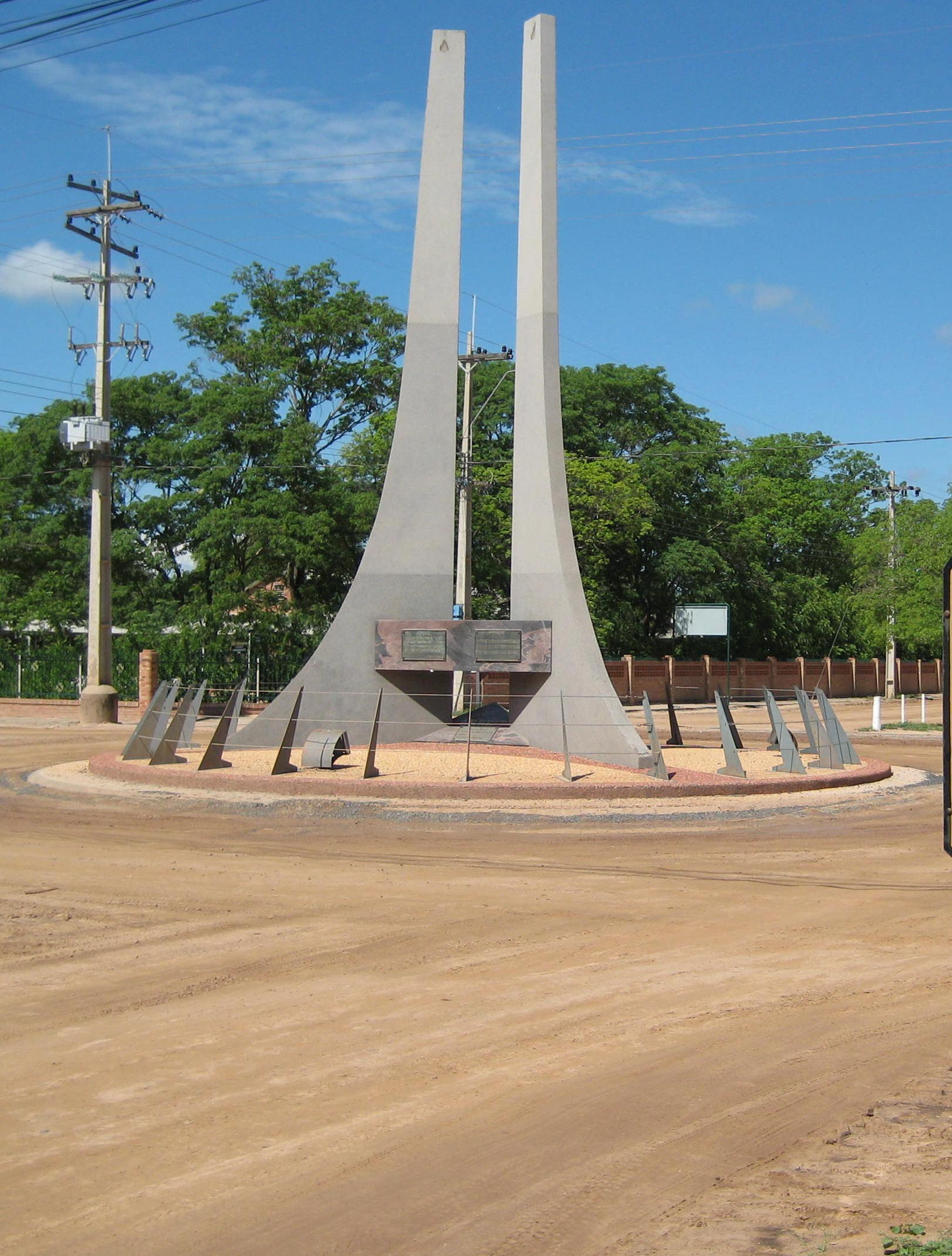
Памятник вере, единству и мужеству
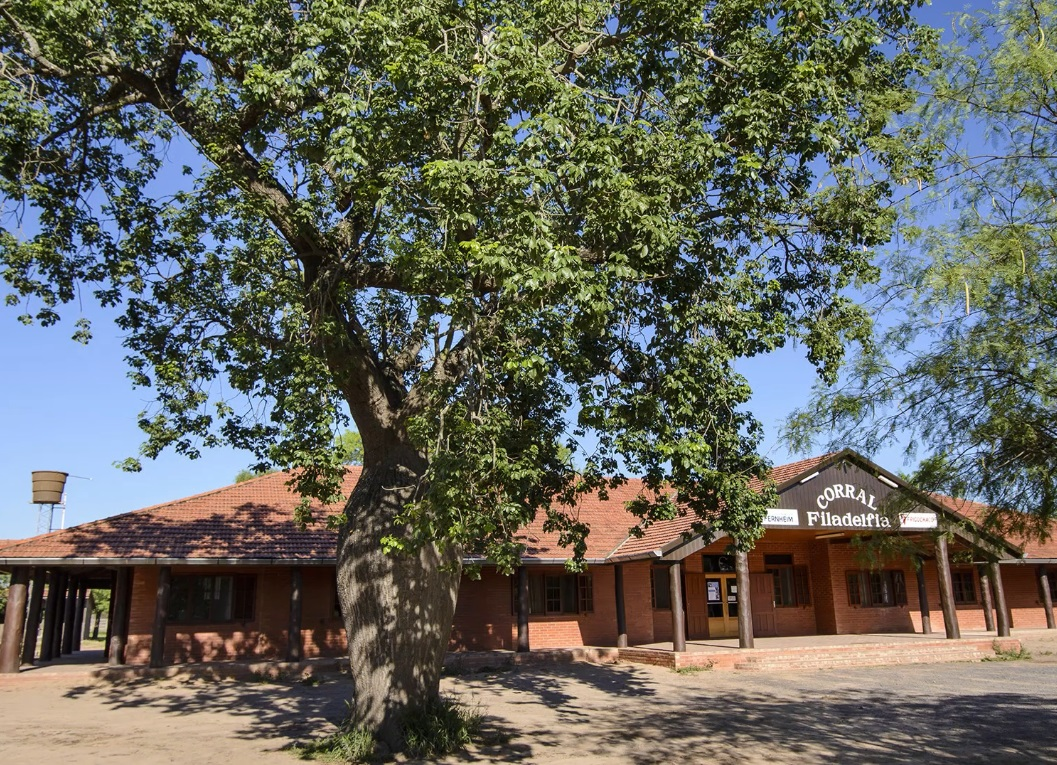
Сейба великолепная, типичная для почв Чако
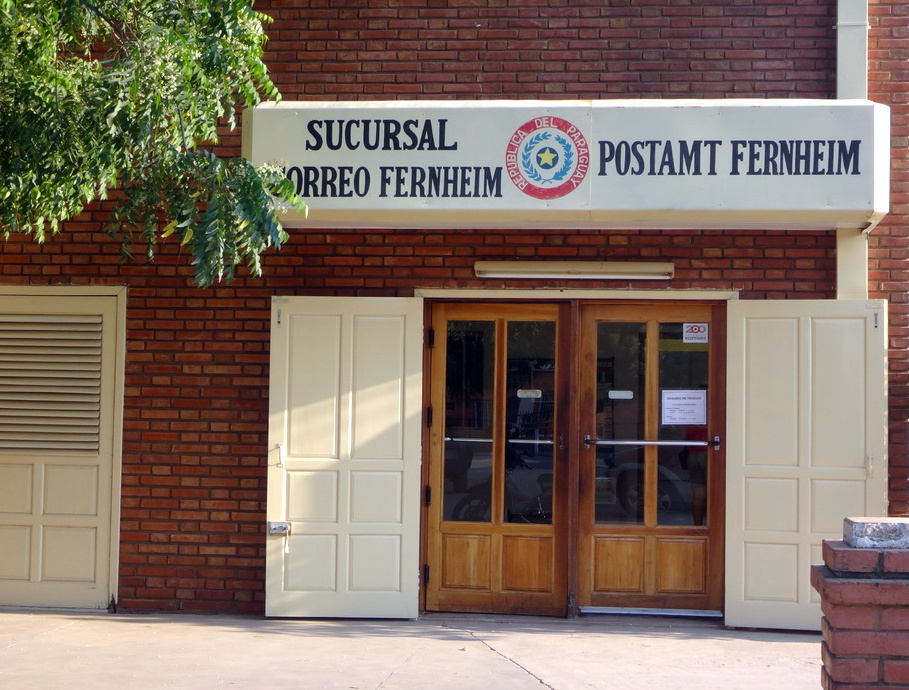
Городской почтамт